# Тимур Гази-хан
Тимур Гази-хан — хан Хорезма в 1757—1764, сын Мухаммед Хаджи Султана, родного брата бухарского хана Абуль-Гази.
По другой версии он был представителем Арабшахидов
Происходил из ветки Чингизидов. В 1757 году при поддержке бухарского хана Мухаммада Рахима занял трон в Хиве, имея на него права, поскольку был племянником по материнской линии Шер Гази-хана .
Вынужден был противостоять Байбору (сыну Батыр-хана), ставшему правителем каракалпаков. Сам Тимур-Гази-хан больше времени проводил в развлечениях.
В 1762 году удалось победить эмиров Бескалы в Каракалпакии, захватить и казнить Байбори. В том же году хан убивает могущественного инака (первого советника) Ходжакули, но во избежание войны с целым племенем, назначает на должность инака эмира Мухаммада Амин-бия, из того же племени Кунграт. За этим отправил посланника Аллашукурбая в российское правительство по разрешению противоречий в торговле хивинских купцов в Астрахани.
В то же время против Хивы выступил казахский хан Аыблай, объявивший месть за смерть Байбори, воспользовавшись раздором 1763 года. После этого позиции хана ослабли, и Мухаммад Амин-бий сверг и убил Тимур-Гази-хана в 1764 году, поставив на трон казахского Тауке-султана.